# Julian Cohn
Julian Cohn (* 1991 in Stuttgart) ist ein deutscher Filmeditor, der in Köln, Berlin, München und Hamburg tätig ist.

## Leben
Cohn wuchs im Landkreis Biberach an der Riß auf. Er studierte an der Universität Bayreuth und in der Filmklasse der Kunsthochschule Kassel. Während seines Studiums führte er Regie und schnitt mehrere Kurzfilme und Werbespots.
2013 gewann er mit seinem Kurzfilm Abbitte eines Mörders den Shocking Shorts Award von NBC/Universal, der ihm die Teilnahme an einer Masterclass in Los Angeles ermöglichte. Seit 2015 arbeitet er hauptsächlich als Editor.

## Filmografie (Auswahl)
- 2013: Abbitte eines Mörders, Kurzfilm, Regie und Drehbuch
- 2016–2019: Alles was zählt, Gute Zeiten, schlechte Zeiten, Unter uns, Serien
- 2020: Sunny – Wer bist du wirklich?, Serie, Regie: Christian Singh
- 2021: Nihat – Alles auf Anfang, Serie, Regie: Christian Singh
- 2022: Like a Loser, Serie, Regie: Facundo Scalerandi
- 2023: Aus dem Leben, Spielfilm, Regie: Katrin Schmidt
- 2023: Wir sind die Meiers, Serie, Regie: Lutz Heineking junior
- 2023: Marie fängt Feuer, Spielfilm, Regie: Stefan Bühling
- 2024: Alpentod – Ein Bergland-Krimi: Alte Wunden, Spielfilm, Regie: Samira Radsi
- 2024: Die Spreewaldklinik, Serie